# Al-Mustadi'
Ḥasan al-Mustaḍīʾ bi-amri Allāh ibn Yūsuf al-Mustanjid (in arabo المستضيء بأمر الله‎?; Baghdad, 23 marzo 1142 – Baghdad, 27 marzo 1180) fu un califfo della dinastia abbaside dal 1170 al 1180.
Era figlio del precedente califfo, al-Mustanjid, e di una schiava armena di nome Ghaḍḍa. Fu costretto a nominare vizir uno degli assassini del padre, ʿAḍūd al-Dīn, a causa della prepotente volontà dell'ambiente di corte, finché poté liberarsene grazie all'aiuto fornitogli dall'Emiro Qaymaz.

Non passò troppo tempo prima che anche Qaymaz entrasse in urto col Califfo, che fu assediato nella sua reggia nel 1175. L'invito fatto da al-Mustaḍīʾ alla popolazione perché insorgesse in suo aiuto, fu accolto e Qaymaz dovette precipitosamente abbandonare il suo intento e mettersi in salvo, prima di morire di lì a poco, consentendo ad ʿAḍūd al-Dīn di riprendersi la carica visirale.
Durante il suo regno, Saladino mise definitivamente fine al califfato fatimide, andando ben al di là della sua funzione di visir, estendendo in tal modo il proprio controllo anche sull'Egitto, riconoscendo l'autorità (puramente formale) del Califfo abbaside e mantenendo il proprio vincolo di sottomissione feudale a Norandino.
Lo storico Ibn al-Jawzi scrisse che il califfo ridusse le tasse, diventando molto amato dai suoi sudditi, che fece costruire molte moschee, scuole e ribat (monasteri-fortezze).
Beniamino di Tudela, che viaggiò nei domini Abbasidi tra il 1160 e il 1173, scrisse: 
(Manuel Komroff (ed.), Contemporaries of Marco Polo, Consisting of the Travel records to the Eastern Parts of the World of William of Rubruck [1253-1255]; The Journey of John of Pian de Carpini [1245-1247]; The journal of Friar Odoric [1318-1330] & The Oriental Travels of Rabbi Benjamin of Tudela [1160-1173], New York, Liveright Publishing Corp., 1928)
Morì nel 1180 morì e gli succedette il figlio Aḥmad (al-Nāṣir li-dīn Allāh).